# Zhou Jihong
Zhou Jihong (pinyin: Zhōu Jìhóng), född 11 januari 1965 i Wuhan, Hubei, är en kinesisk simhoppare. 
Hon vann silvermedalj i damernas 10 meter höga hopp i de asiatiska spelen 1982 i New Delhi och i olympiska simhoppstävlingarna 1984 i Los Angeles. Zhou är gift med den före detta kinesiska badmintonspelaren Tian Bingyi som nu är coach för Kinas nationella badmintonteam.
Zhou tog OS-guld i höga hopp i samband med de olympiska simhoppstävlingarna 1984 i Los Angeles.